# فائدة مركبة

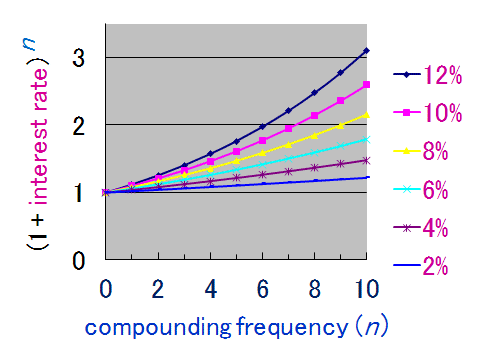

في الاقتصاد، الفائدة المركبة (بالإنجليزية: Compound interest)‏ تنشأ عندما تجمع الفائدة إلى المبلغ الأصلي، ومن تلك اللحظة يحق للفائدة بالإضافة إلى المبلغ الأصلي principal تجميع فائدة خلال فترة لاحقة. وتسمى إضافة الفائدة إلى المبلغ الأصلي تركيب الفائدة مع المبلغ الأصلي (بالإنجليزية: compounding)‏.
قد تركب الفائدة والمبلغ الأصلي كل شهر، وفي هذه الحالة يصبح حصيلة مبلغ إدخاري مقداره 100 دولار وتصل معدل فائدته 1% شهريا يصبح 101 دولار بعد مضي الشهر الأول، وتصبح حصيلتهما بعد انتهاء الشهر الثاني : {\displaystyle 102.01=1*1.01*1.01} دولارًا وهكذا.
ومن أجل تعريف معدل الفائدة بالكامل، ومقارنة معدل الفائدة المعروض مع معدلات أخرى فلا بد من معرفة معدل الفائدة بالإضافة إلى دورة تركيب الفائدة. وبما أن معظم الناس تفضل معرفة معدل الفائدة كنسبة مئوية سنوية، فإن الحكومات تلزم المصارف والمؤسسات المالية بالإفصاح عن معدل الفائدة المركبة السنوية التي تعطيها عن ودائع تأتي إليها وتتعاقد عليها وذلك قبل التعاقد.
على سبيل المثال : في المثال السابق يبلغ معدل الفائدة السنوي للوديعة نحو 12.68%. وهذا المعدل السنوي يسمى أحيانا معدل الفائدة السنوية المئوية annual percentage rate أو المعدل السنوي المكافئ annual equivalent rate أو المردود المئوي السنوي annual percentage yield أو معدل الفائدة الفعلية effective interest rate
أو المعدل السنوي الفعلي effective annual rate. فإذا حسب المصرف على قرض رسوم تنشيط تدفع مقدما، فإن معدل الفائة السنوية المئوية يأخذ مبلغ الرسوم في الاعتبار وكذلك الفائدة المركبة إلى المعدل المكافئ. وتعمل تلك القرارات الحكومية الملزمة للمصارف على إعطاء الفرصة للمستهلك لمقارنة المصروفات الفعلية المرتبطة بالتعاقد على قرض.
ويمكننا مقارنة الفائدة المركبة بالفائدة البسيطة والتي لا تجمع فيها فائدة الدورة الأولي على أصل المبلغ المودع لكي تشارك معه في تجميع فائدة خلال الدورة الثانية. وتعتبر الفائدة المركبة هي المنوال المتداول عادة في التعاملات المالية، بينما يقل التعامل بالفائدة البسيطة.

## حساب الفائدة المركبة
تستخدم المعادلة التالية لحساب الفائدة المركبة:
{\displaystyle A=P\left(1+{\frac {r}{n}}\right)^{tn}}
حيث:
- P = المبلغ الأصلي المدخر
- r = معدل الفائدة السنوي الاسمي (كرقم عشري)
- n = عدد دورات تركيب الفائدة في السنة
- t = عدد السنين
- A = المبلغ المتجمع بعد مرور t من السنين.

وعلى سبيل المثال :
نفترض أيداع مبلغ 1500.00 دولار في أحد المصارف حيث يعطي معدل فائدة سنوية قدرها 4.3%, وتركب الفائدة كل ربع سنة. فما هو المبلغ المجمع بعد مرور 6 سنوات ؟
الحـل:
نقوم بالتعويض في المعادلة المذكورة أعلاه بالمقادير :
P = 1500
r = 4.3/100 = 0.043
n = 4 (أي تحتسب الفائدة 4 مرات في السنة)
t = 6
فنحصل على:
{\displaystyle A=1500\left(1+{\frac {0.043}{4}}\right)^{6\times 4}=1938.84}
أي أن المبلغ المتجمع بعد مرور 6 سنوات يبلغ نحو 1938 دولار (مع إهمال أجزاء الدولار)، أو نحو 1940 دولار (مع جبر الدولار وأجزائه) أي بزيادة حوالي 440 دولار

## التاريخ
اكتشف عالم الرياضيات السويسري ياكوب برنولي الثابت e في عام 1683 أثناء دراسته لمسائل تتعلق بالفوائد المركبة.

## اقرأ أيضا
- معدل الفائدة الإسمية
- معدل الفائدة الفعلية
- مردود الاستثمار
- الحد الأدنى للعائد
- مركز مربح
- مركز تكلفة
- مركز استثماري
- نظارة الحسابات
- تخصيص الأموال
- حجم الأعمال (اقتصاد)